# Hang Dong (huyện)
Hang Dong (tiếng Thái: หางดง) là một huyện (‘‘amphoe’’) của tỉnh Chiang Mai  phía bắc Thái Lan.

## Địa lý
Các huyện giáp ranh (từ tây nam theo chiều kim đồng hồ) là San Pa Tong, Mae Wang, Samoeng, Mae Rim, Mueang Chiang Mai, Saraphi of Chiang Mai Province và Mueang Lamphun của tỉnh Lamphun.

## Hành chính
Huyện này được chia thành 11 phó huyện (tambon), các đơn vị này lại được chia thành 113 làng (muban). Nong Thong Phattana là một thị trấn (thesaban tambon), nằm trên một phần của tambon Nong Thong. Ngoài ra có 10 Tổ chức hành chính tambon (TAO).
| Số TT | Tên          | Tên tiếng Thái | Số làng | Dân số |  |
| ----- | ------------ | -------------- | ------- | ------ |  |
| 1.    | Hang Dong    | หางดง          | 13      | 2.531  |  |
| 2.    | Nong Kaeo    | หนองแก๋ว        | 9       | 5.276  |  |
| 3.    | Han Kaeo     | หารแก้ว         | 9       | 5.767  |  |
| 4.    | Nong Tong    | หนองตอง        | 14      | 9.152  |  |
| 5.    | Khun Khong   | ขุนคง           | 9       | 4.772  |  |
| 6.    | Sop Mae Kha  | สบแม่ข่า         | 5       | 2.405  |  |
| 7.    | Ban Waen     | บ้านแหวน        | 13      | 9.537  |  |
| 8.    | San Phak Wan | สันผักหวาน       | 7       | 8.928  |  |
| 9.    | Nong Khwai   | หนองควาย       | 12      | 8.344  |  |
| 10.   | Ban Pong     | บ้านปง          | 11      | 4.827  |  |
| 11.   | Nam Phrae    | น้ำแพร่          | 11      | 6.031  |  |